# 江淮氣旋
江淮氣旋是一種温带气旋，主要发生在长江中下游地区，出現時通常伴有暴雨和大风。春、夏季出现最多，5至7月最活躍。它是造成长江流域梅雨的主要天气系统之一。